# Togodumnus
Togodumnus, ook wel Guiderius (Welsh: Gwydr) was volgens de legende, zoals beschreven door Geoffrey van Monmouth, koning van Brittannië, van de Keltische Catuvellaunii stam volgens Romeinse bronnen. Hij was de zoon van koning Cymbeline en voorkwam een tweede invasie van Brittannië door de Romeinen onder keizer Claudius. Togodumnus regeerde in 43 n.Chr.
Toen Cymbeline stierf, eiste Claudius belastingen van diens zoon. Togodumnus echter weigerde te betalen. Claudius en zijn legeraanvoerder Lelius Hamo vielen als reactie daarom Brittannië binnen bij Portchester. Togodumnus verzamelde alle Britse soldaten en marcheerde zuidwaarts, de Romeinen tegemoet. In de Slag bij Medway, in 43, drongen de Britten de Romeinen terug naar hun schepen.
Hamo vermomde zich in Britse wapenrusting en viel zijn eigen leger aan, waarbij hij de Britten aanmoedigde hetzelfde te doen. Op die manier kon Hamo dicht genoeg bij Togodumnus komen om een aanslag op hem te plegen. Togodumnus kwam om, en werd opgevolgd door zijn broer Arvirargus.